# Бунькова (Алапаєвський міський округ)
Бунько́ва (рос. Бунькова) — присілок у складі Алапаєвського міського округу (Верхня Синячиха) Свердловської області.
Населення — 100 осіб (2010, 136 у 2002).
Національний склад населення станом на 2002 рік: росіяни — 99 %.